# Blepharis breyeri
Blepharis breyeri är en akantusväxtart som beskrevs av Anna Amelia Obermeyer. Blepharis breyeri ingår i släktet Blepharis och familjen akantusväxter. Inga underarter finns listade i Catalogue of Life.